# آسوکا-کیو

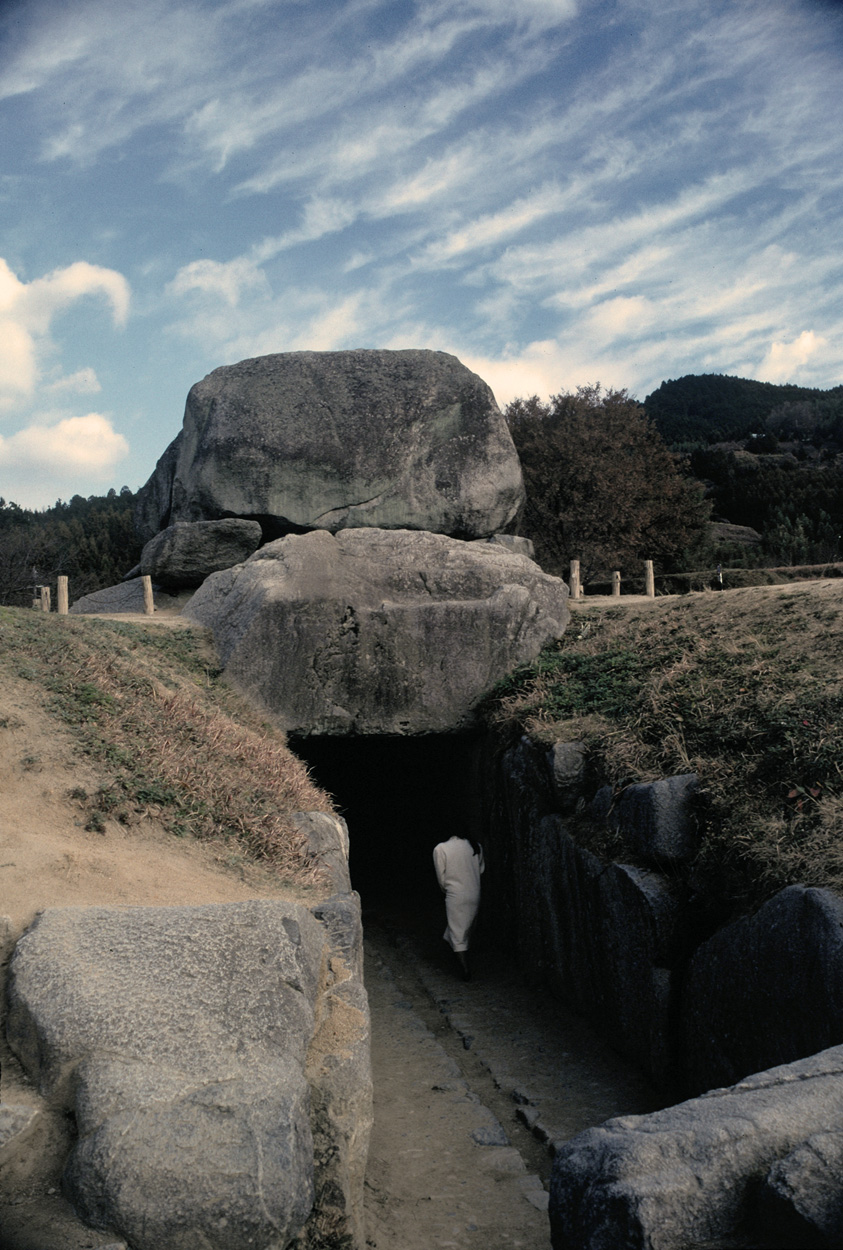
ایشی‌بوتای کوفون؛ بر طبق نظریه‌ها مقبره سوگا نو اوماکو می‌باشد. این کوفون در آسوکا کشف شده‌است.

آسوکا کیو (به ژاپنی: 飛鳥京  あすかきょう) یکی از پایتخت‌های ژاپن در دوره آسوکا (۷۱۰–۵۳۸ میلادی) بود و نام دوره از نام این شهر گرفته شده‌است. در حال حاضر آسوکا روستایی در استان نارا است.